# Municipio de Slagle
El municipio de Slagle (en inglés: Slagle Township) es un municipio ubicado en el condado de Wexford en el estado estadounidense de Míchigan. En el año 2010 tenía una población de 503 habitantes y una densidad poblacional de 5,43 personas por km².

## Geografía
El municipio de Slagle se encuentra ubicado en las coordenadas 44°17′41″N 85°45′39″O / 44.29472, -85.76083. Según la Oficina del Censo de los Estados Unidos, el municipio tiene una superficie total de 92.7 km², de la cual 92,7 km² corresponden a tierra firme y (0 %) 0 km² es agua.

## Demografía
Según el censo de 2010, había 503 personas residiendo en el municipio de Slagle. La densidad de población era de 5,43 hab./km². De los 503 habitantes, el municipio de Slagle estaba compuesto por el 98,61 % blancos, el 0,6 % eran amerindios, el 0,2 % eran asiáticos y el 0,6 % eran de una mezcla de razas. Del total de la población el 2,58 % eran hispanos o latinos de cualquier raza.